# Phil Abraham (Posaunist)

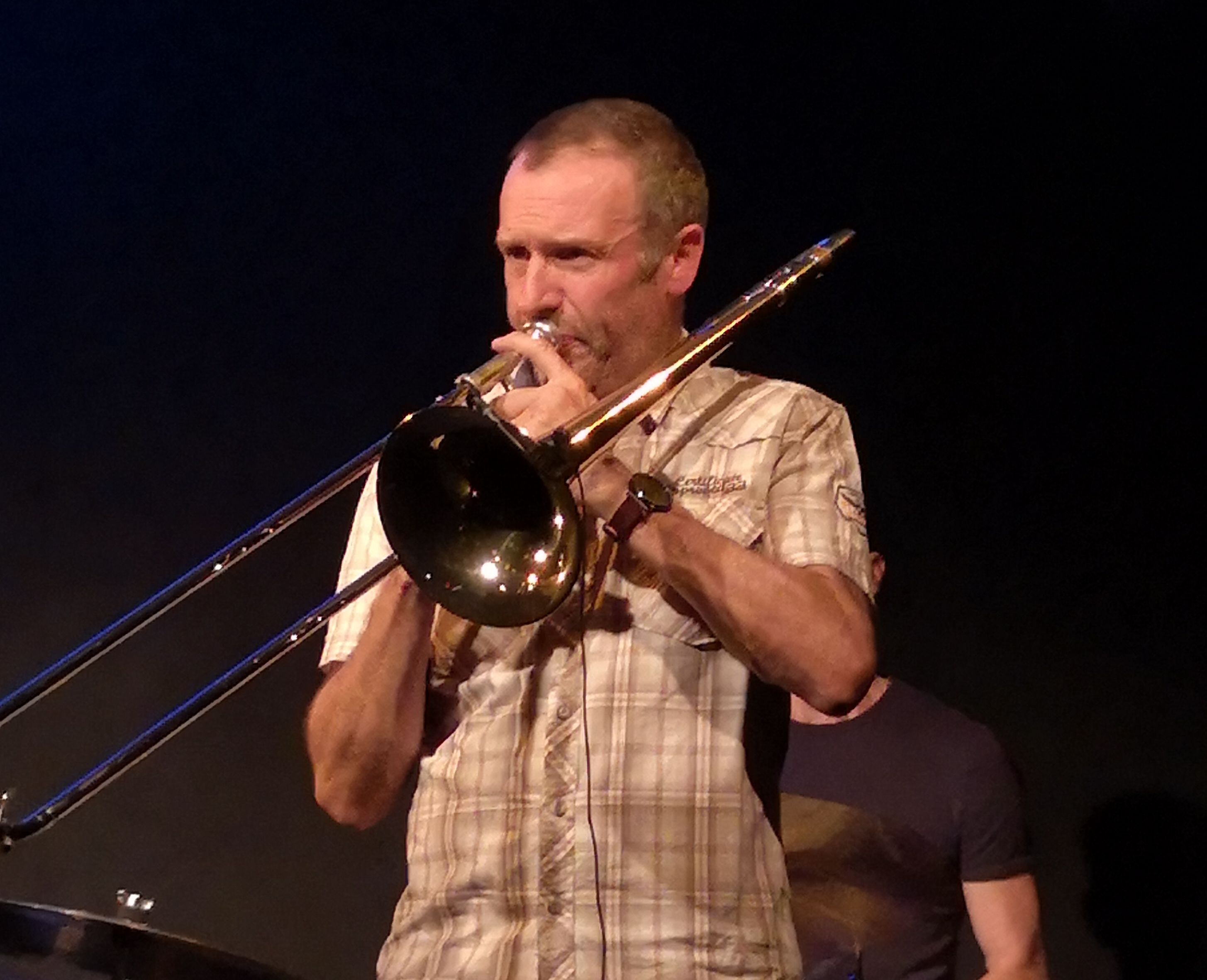
Phil Abraham, 2018

Phil Abraham (* 2. Juni 1962) ist ein belgischer Jazzposaunist und Sänger.
Abraham hatte zunächst Unterricht in klassischem Piano, Gitarre und Harmonielehre;  das Posaunespiel brachte er sich autodidaktisch bei. Er spielte im Laufe seines Lebens mit zahlreichen Musikern zusammen, wie Michel Petrucciani, Claude Nougaro, Clark Terry, Hal Singer und Toots Thielemans, außerdem sechs Jahre im französischen Orchestre National de Jazz. Seit 1986 erscheinen Alben mit seiner eigenen Gruppe. Im Bereich des Jazz war er zwischen 1985 und 2019 an 39 Aufnahmesessions beteiligt, u. a. auch bei Robert Cordier, David Linx, Charles Aznavour, Félix Simtaine, Dusko Goykovich, Guy Cabay und Rémy Labbé.

## Diskografie
- 1986: Phil Abraham Quartet (Multimix Records)
- 1990: At The Sugar Village (Aurophon)
- 1991: Stapler (Igloo)
- 1997: En Public (Lyrae)
- 1999: Fredaines (Lyrae)
- 2003: Jazz me Do (Lyrae)
- 2003: Surprises (Lyrae)
- 2006: From Jazz To Baroque, ou l'inverse! (Mogno)
- 2006: K.Fée Live (K.Fée)
- 2007: Jazz Me 2 Do (Alone Blue Record)